# Stanczyk Hill
Stanczyk Hill är en kulle i Antarktis. Den ligger i Sydshetlandsöarna. Argentina, Chile och Storbritannien gör anspråk på området. Toppen på Stanczyk Hill är 250 meter över havet.
Terrängen runt Stanczyk Hill är lite kuperad. Havet är nära Stanczyk Hill åt sydost. Trakten är glest befolkad. Närmaste befolkade plats är Commandante Ferraz Station, 12,2 kilometer nordväst om Stanczyk Hill. 